# 13 Reasons Why
13 Reasons Why (gestileerd geschreven als Th1rteen R3asons Why) is een Amerikaanse tienerdramaserie van Netflix, gebaseerd op de gelijknamige young adult-roman van Jay Asher.

## Geschiedenis
Het eerste seizoen verscheen op 31 maart 2017. In de serie staat het verhaal van Hannah Baker centraal. Hannah heeft zelfmoord gepleegd en de mensen die daar in haar ogen verantwoordelijk voor zijn, krijgen cassettebandjes toegestuurd. Op deze bandjes vertelt ze de dertien redenen voor haar zelfmoord.
Het tweede seizoen kwam uit op 18 mei 2018. Het verhaal hierin betreft dezelfde personages, maar is niet meer gebaseerd op dat uit het boek van Asher. In dit seizoen proberen de betrokken personen verder te gaan met hun leven na de confronterende cassettebandjes uit seizoen 1. Een rechtszaak die de ouders van Hannah Baker aanspannen tegen de school, zorgt ervoor dat de betrokkenen weer worden geconfronteerd met de gebeurtenissen op de bandjes. Daarnaast zorgen polaroidfoto’s en bekentenissen voor nieuwe inzichten in de redenen voor Hannahs zelfmoord.
Op 6 juni 2018 werd door Netflix seizoen 3 aangekondigd. 
Sinds 23 augustus 2019 is dit te zien op hun platform. Dit seizoen draait om serieverkrachter Bryce Walker en de vraag wie hem vermoord heeft.
Het vierde en laatste seizoen kwam uit op 5 juni 2020 en gaat over de personages die zich voorbereiden op hun diploma-uitreiking.

### Beyond the Reasons
Naast seizoen 1, 2 en 3 zond Netflix Beyond the Reasons-afleveringen uit. Hierin bespreken de acteurs, producers en hulpverleners uit de geestelijke gezondheidszorg problemen en thema's die in de serie aan bod komen.

## Rolverdeling

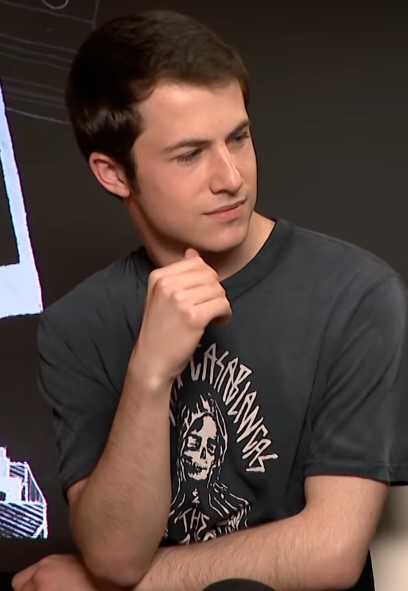
Dylan Minnette in 2018

### Hoofdpersonages
- Dylan Minnette als Clay Jensen. Clay was een goede vriend van Hannah die er in seizoen 1 alles aan doet om erachter te komen wat er met haar is gebeurd. In seizoen 2 lukt het hem niet om haar te vergeten. Nieuwe bekentenissen zorgen ervoor dat hij twijfelt of hij haar echt heeft gekend. In seizoen 3 heeft hij een motief voor de moord op Bryce, omdat hij nog steeds uit is op wraak voor Hannah en hij en Bryce zijn verliefd op hetzelfde meisje.
- Katherine Langford als Hannah Baker. Hannah heeft in seizoen 1 zelfmoord gepleegd. In seizoen 2 keert zij terug in flashbacks, maar ook verschijnt ze in Clays gedachtes.Katherine Langford in 2018

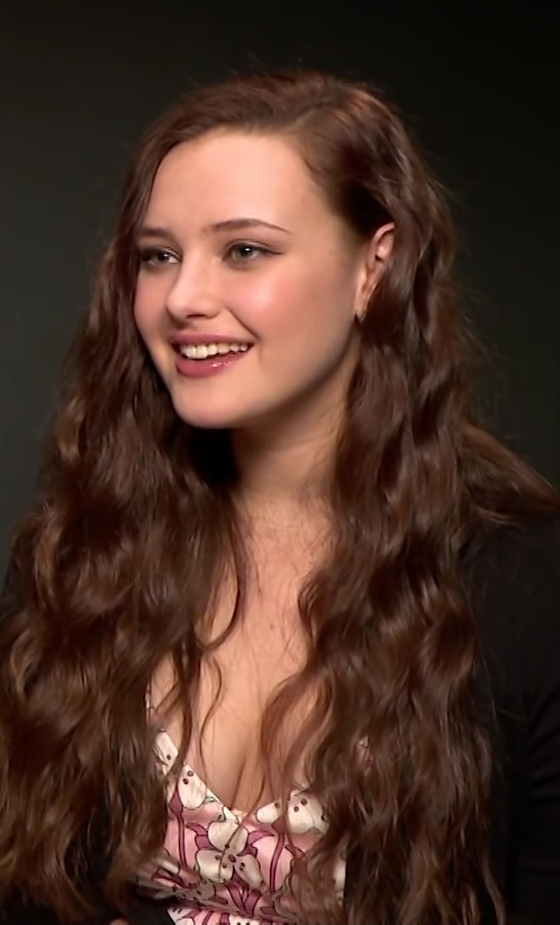
Katherine Langford in 2018

- Christian Navarro als Tony Padilla. Tony zorgde er in seizoen 1 voor dat iedereen de bandjes kreeg en gaf deze uiteindelijk aan Hannahs ouders. In seizoen 2 probeert hij verder te gaan met zijn leven, maar een voorwaardelijke celstraf en het getuigen in de rechtbank brengt hem in de problemen. Tony is homoseksueel en heeft agressieproblemen, in seizoen 2 bokst hij hier ook voor. Hij is ook katholiek. Hij bezit een rode 1968 Ford Mustang. In seizoen 3 wordt zijn familie gedeporteerd doordat de vader van Bryce hen heeft aangegeven bij ICE.
- Alisha Boe als Jessica Davis. Jessica is net als Hannah in seizoen 1 verkracht door Bryce Walker. Ze heeft er moeite mee om hiervoor uit te komen en probeert haar normale leven weer op te pakken door het geheim te houden. Als bekend wordt dat Jessica en Hannah niet de enige zijn, besluit Jessica om een aanklacht tegen Bryce in te dienen. In seizoen 3 wordt ze voorzitter van de leerlingenraad en voert ze met haar club "Hands-Off-Our-Bodies" actie tegen seksueel misbruikAlisha Boe in 2018

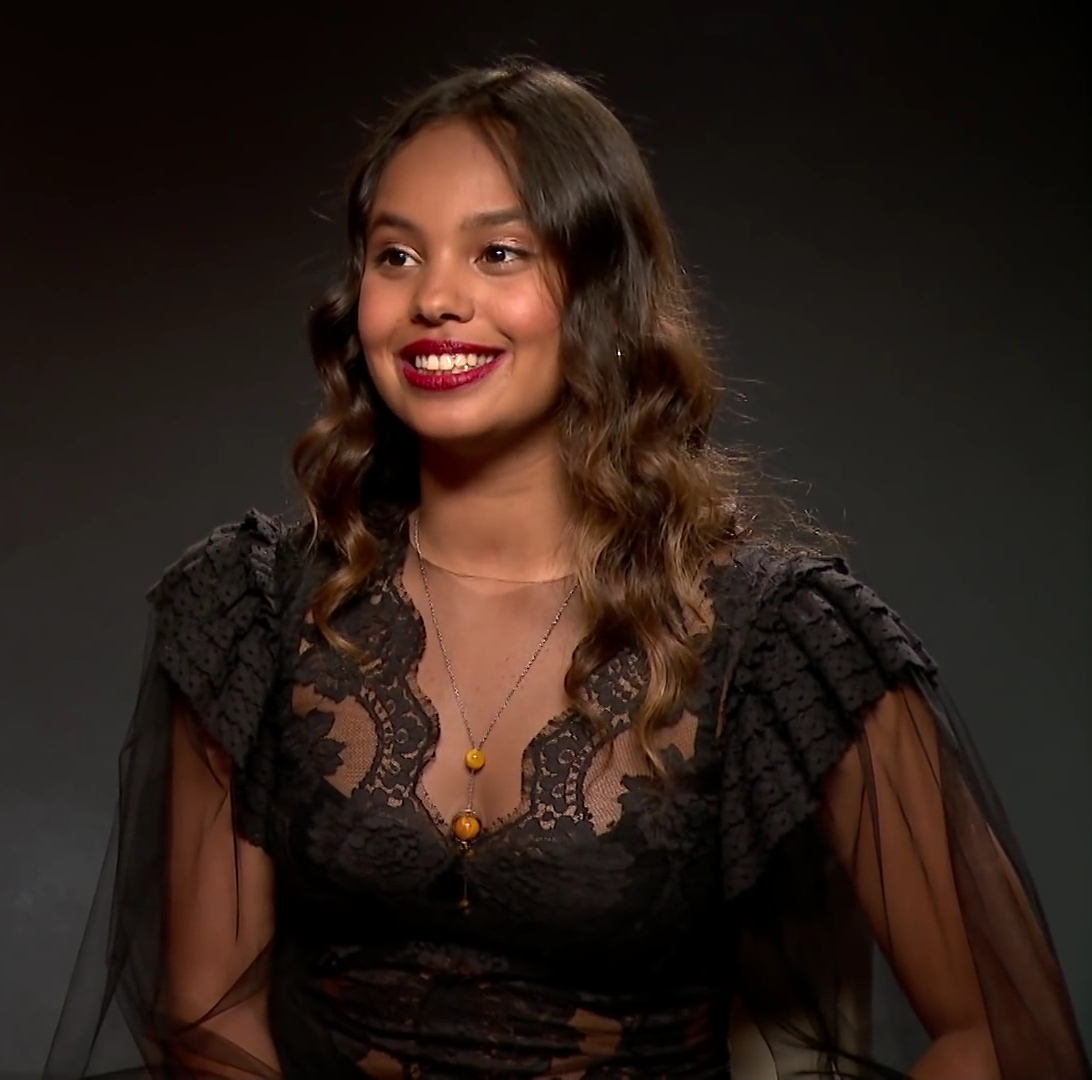
Alisha Boe in 2018

- Brandon Flynn als Justin Foley. Justin is de vriend van Jessica. Hij wist dat Bryce haar had verkracht, maar zei hier niets over om Jessica te beschermen. Aan het einde van seizoen 1 verdwijnt hij. In seizoen 2 keert hij terug en zit dan in een moeilijke periode. Door een drugsverslaving krijgt hij zijn leven nog niet op de rails. Hij woont bij de familie van Clay en wordt aan het einde van seizoen 2 door hen geadopteerd.
- Justin Prentice als Bryce Walker. Bryce komt uit een rijke familie en is aanvoerder van het honkbalteam. Hierdoor is hij publiekelijk populair in en buiten de school. Hij is de verkrachter van onder andere Jessica en Hannah. Aan het einde van seizoen 2 gaat hij naar een andere school. In seizoen 3 wordt hij, ondanks verwoede pogingen om zijn leven te beteren, vermoord. Justin Prentice in 2018

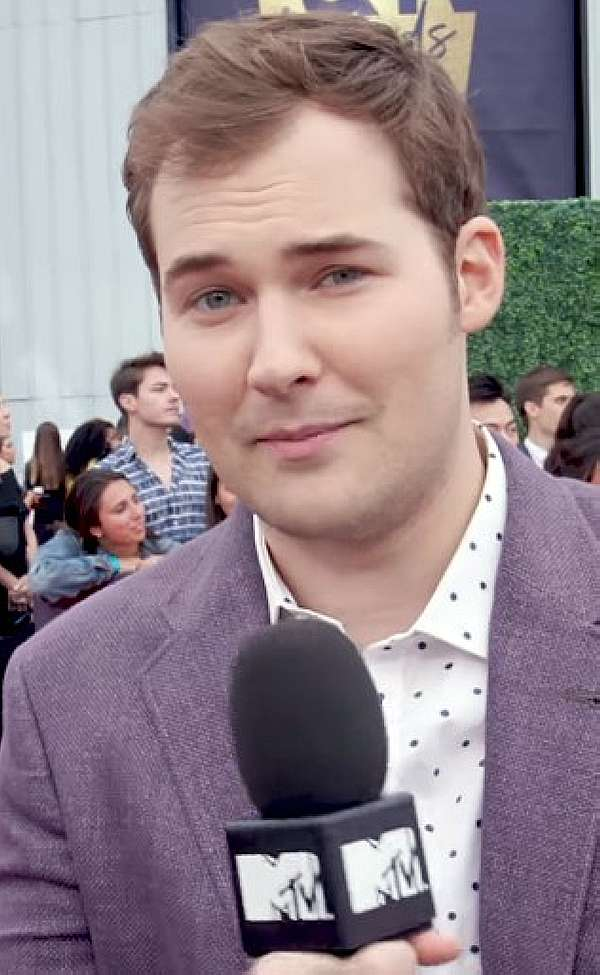
Justin Prentice in 2018

- Miles Heizer als Alex Standall. Alex is de ex van Jessica en voormalig vriend van Hannah. In het einde van seizoen 1 heeft hij een zelfmoordpoging gedaan. In seizoen 2 ondervindt hij nog steeds de gevolgen hiervan. Hij moet revalideren en lijdt aan geheugenverlies. Hij heeft ook een erg kort lontje.
- Ross Butler als Zach Dempsey. Zach is een vriend en teamgenoot van Justin en Bryce. In seizoen 2 is te zien dat hij een relatie met Hannah heeft gehad. Hij helpt Alex met revalideren en zorgt voor een nieuw spoor in de zaak tegen Bryce. In seizoen 3 krijgt hij een relatie met Chloe, de ex-vriendin van Bryce.
- Devin Druid als Tyler Down. Tyler is de schoolfotograaf en wordt gepest op school. In seizoen 2 wordt hij bevriend met Cyrus, en samen halen ze streken uit. Hij heeft een kist vol wapens, al sinds seizoen 1. In seizoen 2 gebruikt hij ze om op flessen en dieren te schieten. Aan het einde van seizoen 2 wordt hij door Montgomery verkracht met een dweil. Diezelfde avond wordt hij door Clay tegengehouden als hij een schietpartij wil beginnen.
- Timothy Granaderos als Montgomery de la Cruz. Montgomery maakt deel uit van het honkbalteam. Na de verdwijning van Justin wordt hij de beste vriend van Bryce. Montgomery heeft een agressief karakter, mede doordat hij thuis mishandeld wordt door zijn vader. In seizoen 2 bedreigt hij de getuigen in de rechtszaak om Bryce te beschermen en verkracht hij Tyler met een dweil.
- Amy Hargreaves als Lainie Jensen. Lainie is Clays moeder en is de advocaat van de school in seizoen 1. In seizoen 2 legt ze die rol naast zich neer, maar komt ze in conflict met haar man en Clay.
- Derek Luke als Kevin Porter. Kevin is de mentor van de studenten. Hij is teleurgesteld in zichzelf dat hij Hannah niet heeft kunnen helpen.
- Kate Walsh als Olivia Baker. Olivia is de moeder van Hannah. Ze doet er alles aan om het verhaal van Hannah te vertellen en de school aansprakelijk te stellen.
- Brian d'Arcy James als Andy Baker. Andy is de vader van Hannah. Hij is in tegenstelling tot Olivia niet betrokken bij de rechtszaak.

### Bijrollen
- Josh Hamilton als Matt Jensen. Matt is de vader van Clay.
- Michele Selene Ang als Courtney Crimsen. Ze valt op vrouwen en vindt het moeilijk om ervoor uit te komen.
- Steven Silver als Marcus Cole. Hij is de studentenvoorzitter. Hij is de oorzaak voor de seksuele intimidatie tegenover Hannah in seizoen 1. In seizoen 2 wordt hij gechanteerd.
- Ajiona Alexus als Sheri Holland. Sheri is verantwoordelijk voor de dood van Jeff in seizoen 1. In seizoen 2 keert ze terug na een korte gevangenisstraf en probeert ze haar daden goed te maken.
- Tommy Dorfman als Ryan Shaver. Hij is een oude vriend van Hannah die haar vertrouwen heeft beschadigd. Ryan is homoseksueel en had een relatie met Tony.
- Sosie Bacon als Skye Miller. In seizoen 1 is het een oude vriendin van Clay. In seizoen 2 beginnen ze een relatie. Die eindigt wanneer ze door persoonlijke problemen verhuist voor een frisse start.
- Brandon Larracuente als Jeff Atkins. Hij is overleden in seizoen 1 door een auto-ongeluk. In seizoen 2 keert hij terug in flashbacks. Hij was een goede vriend van Clay en hielp hem met zijn relatie met Hannah.
- Steven Weber als Gary Bolan. Hij is de conrector van de school. Bolan krijgt het vaak aan de stok met Jessica door haar manier van actievoeren.
- Keiko Agena als Pam Bradley. Zij is communicatiedocent aan de school.
- Mark Pellegrino als Bill Standall. De vader van Alex en politieagent.
- Joseph C. Phillips als Greg Davis. De vader van Jessica en militair.
- Cindy Cheung als Karen Dempsey. De moeder van Zach.
- Robert Gant als Todd Crimsen. Een van de vaders van Courtney.
- Wilson Cruz als Dennis Vasquez. De advocaat die de ouders van Hannah vertegenwoordigt. In seizoen 3 verdedigt hij Clay als deze de hoofdverdachte wordt in het onderzoek naar de moord op Bryce.
- Jake Weber als Barry Walker. De vader van Bryce.
- Brenda Strong als Nora Walker. De moeder van Bryce. In seizoen 3 is ze een van de hoofdpersonen.
- Meredith Monroe als Carolyn Standall. De moeder van Alex.
- R.J. Brown als Caleb. De bokstrainer en vriend van Tony.
- Anne Winters als Chlöe Rice. Een cheerleader die een relatie heeft met Bryce. In de loop van seizoen 2 blijkt dat Bryce haar heeft verkracht. Aan het einde van seizoen 2 maakt ze bekend zwanger te zijn van Bryce. In seizoen 3 aborteert ze het kind en begint ze een relatie met Zach.
- Bryce Cass als Cyrus. Een opstandige student die bevriend raakt met Tyler. Samen halen ze streken uit tegen de school en hun pestkoppen.
- Chelsea Alden als Mackenzie. De zus van Cyrus. Ze krijgt kort een relatie met Tyler.
- Allison Miller als Sonya Struhl. De advocaat die de school vertegenwoordigt.
- Brandon Butler als Scott Reed. Lid van het honkbalteam. Hij is anders dan zijn teamgenoten, hij is geen verkrachter en heeft er ook een hekel aan zo te worden genoemd. Ook twijfelt hij of hij Bryce moet blijven beschermen.
- Samantha Logan als Nina Jones. Atletiekatleet van de school. Ze raakt bevriend met Jessica en blijkt ook zelf seksueel te zijn misbruikt.
- Kelli O'Hara als Jackie. Een advocaat die opkomt voor slachtoffers van pesters.
- Ben Lawson als Coach Rick Wlodimierz. De honkbalcoach van de school. Hij beschermt zijn spelers tegen de kritiek die ontstaat rond het honkbalteam vanwege de rechtszaak.
- Tyler Barnhardt als Charlie St. George. Charlie is een vriend van Montgomery. Hij is eigenlijk een tegenstander van Montgomery's gedrag, maar durft er niets tegen te doen. Hij komt ook te weten dat Montgomery Tyler heeft verkracht met een dweil.
- Bex Taylor-Klaus als Casey Ford. Voert samen met Jessica en anderen actie tegen seksueel misbruik.
- Matthew Alan als Seth Massey. Stiefvader van Justin en dealer. In seizoen 3 moet Justin voor hem werken, omdat hij eerder geld heeft gestolen van Seth.

## Rolverdeling per seizoen
| Acteur                | Characters            | Seizoenen    | Seizoenen    | Seizoenen    | Seizoenen    |
|                       |                       | 1            | 2            | 3            | 4            |
| --------------------- | --------------------- | ------------ | ------------ | ------------ | ------------ |
| Hoofdpersonen         |                       |              |              |              |              |
| Dylan Minnette        | Clay Jensen           | Hoofdpersoon | Hoofdpersoon | Hoofdpersoon | Hoofdpersoon |
| Katherine Langford    | Hannah Baker          | Hoofdpersoon | Hoofdpersoon |              | 1            |
| Christian Navarro     | Tony Padilla          | Hoofdpersoon | Hoofdpersoon | Hoofdpersoon | Hoofdpersoon |
| Alisha Boe            | Jessica Davis         | Hoofdpersoon | Hoofdpersoon | Hoofdpersoon | Hoofdpersoon |
| Brandon Flynn         | Justin Foley          | Hoofdpersoon | Hoofdpersoon | Hoofdpersoon | Hoofdpersoon |
| Justin Prentice       | Bryce Walker          | Hoofdpersoon | Hoofdpersoon | Hoofdpersoon | Hoofdpersoon |
| Miles Heizer          | Alex Standall         | Hoofdpersoon | Hoofdpersoon | Hoofdpersoon | Hoofdpersoon |
| Ross Butler           | Zach Dempsey          | Hoofdpersoon | Hoofdpersoon | Hoofdpersoon | Hoofdpersoon |
| Devin Druid           | Tyler Down            | Hoofdpersoon | Hoofdpersoon | Hoofdpersoon | Hoofdpersoon |
| Amy Hargreaves        | Lainie Jensen         | Hoofdpersoon | Hoofdpersoon | Hoofdpersoon | Hoofdpersoon |
| Derek Luke            | Kevin Porter          | Hoofdpersoon | Hoofdpersoon | 1            |              |
| Kate Walsh            | Olivia Baker          | Hoofdpersoon | Hoofdpersoon | 1            |              |
| Brian d'Arcy James    | Andy Baker            | 10           | Hoofdpersoon |              |              |
| Grace Saif            | Ani Achola            |              |              | Hoofdpersoon | Hoofdpersoon |
| Brenda Strong         | Nora Walker           |              | 8            | Hoofdpersoon | 1            |
| Timothy Granaderos    | Montgomery de la Cruz | 7            | 13           | Hoofdpersoon | Hoofdpersoon |
| Mark Pellegrino       | Deputy Standall       | 4            | 7            | 5            | Hoofdpersoon |
| Tyler Barnhardt       | Charlie St. George    |              |              | 13           | Hoofdpersoon |
| Deaken Bluman         | Winston Williams      |              |              | 3            | Hoofdpersoon |
| Jan Castellanos       | Diego Torres          |              |              |              | Hoofdpersoon |
| Gary Sinise           | Dr. Robert Ellman     |              |              |              | Hoofdpersoon |
| Bijrollen             |                       |              |              |              |              |
| Josh Hamilton         | Matt Jensen           | 10           | 9            | 9            | 7            |
| Michele Selene Ang    | Courtney Crimson      | 11           | 7            | 3            | 1            |
| Steven Silver         | Marcus Cole           | 11           | 6            |              |              |
| Ajiona Alexus         | Sheri Holland         | 10           | 8            |              |              |
| Tommy Dorfman         | Ryan Shaver           | 9            | 6            |              | 1            |
| Sosie Bacon           | Skye Miller           | 7            | 4            |              |              |
| Brandon Larracuente   | Jeff Atkins           | 6            | 1            |              |              |
| Steven Weber          | Gary Bolan            | 7            | 6            | 6            | 7            |
| Keiko Agena           | Mrs. Bradley          | 6            | 1            |              |              |
| Joseph C. Phillips    | Greg Davis            | 4            | 11           | 1            | 4            |
| Andrea Roth           | Noelle Davis          | 1            | 5            |              | 1            |
| Cindy Cheung          | Karen Dempsey         | 4            | 5            | 1            |              |
| Anna Zavelson         | May Dempsey           | 2            | 1            |              |              |
| Alex MacNicoll        | Peter Standall        | 1            | 1            | 1            | 2            |
| Henry Zaga            | Brad                  | 4            |              |              |              |
| Giorgia Whigham       | Kat                   | 2            |              |              |              |
| Robert Gant           | Todd Crimson          | 4            | 1            |              | 1            |
| Alex Quijano          | Steve Crimson         | 1            | 1            |              | 1            |
| Wilson Cruz           | Dennis Vasquez        | 2            | 13           | 4            |              |
| Ross Turner           | Mr. Wood              | 1            |              | 2            | 1            |
| Matthew Alan          | Seth Massey           | 3            | 2            | 5            |              |
| Jackie Geary          | Amber Foley           | 3            | 3            |              |              |
| Tom Everett Scott     | Mr. Down              | 2            | 5            | 1            |              |
| Maria Dizzia          | Mrs. Down             | 1            | 5            | 2            |              |
| Kimiko Gelman         | Jane Child            | 2            | 2            | 1            |              |
| Brittany Perry-Russel | Tracy Porter          | 1            | 3            |              |              |
| Gary Perez            | Arturo Padilla        | 2            |              | 2            | 1            |
| Dorian Lockett        | Patrick               | 4            | 1            |              |              |
| Parminder Nagra       | Priya Singh           |              | 1            | 3            | 1            |
| Anne Winters          | Chlöe Rice            |              | 13           | 3            | 3            |
| Jake Weber            | Barry Walker          |              | 6            | 1            |              |
| Austin Aaron          | Luke Holliday         |              | 4            | 9            | 10           |
| Meredith Monroe       | Carolyn Standall      |              | 4            | 3            | 3            |
| R. J. Brown           | Caleb                 |              | 10           | 6            | 5            |
| Bryce Cass            | Cyrus                 |              | 12           | 6            | 3            |
| Chelsea Alden         | Mackenzie             |              | 9            | 4            |              |
| Allison Miller        | Sonya Struhl          |              | 12           |              |              |
| Brandon Butler        | Scott Reed            |              | 11           |              | 2            |
| Samantha Logan        | Nina Jones            |              | 12           |              |              |
| Ben Lawson            | Rick Wlodimierz       |              | 7            |              |              |
| Bex Taylor-Klaus      | Casey Ford            |              |              | 7            |              |
| Hart Denton           | Dean Holbrook         |              |              | 4            |              |
| Nana Mensah           | Amara Achola          |              |              | 12           |              |
| Benito Martinez       | Sheriff Diaz          |              |              | 10           | 7            |
| Marcus DeAnda         | Monty's father        |              |              | 4            |              |
| Raymond J. Barry      | Harrison Chatham      |              |              | 3            |              |
| YaYa Gosselin         | Graciella Padilla     |              |              | 1            | 1            |
| Christine Flores      | Rosa Padilla          |              |              | 2            |              |
| Brandon Scott         | J. J. Kerba           |              |              | 6            | 4            |
| Ron Rogge             | Morris                |              |              | 5            |              |
| Blake Webb            | Tim Pozzi             |              |              | 2            |              |
| Inde Navarrette       | Estela de la Cruz     |              |              |              | 9            |
| Yadira Guevara-Prip   | Valerie Diaz          |              |              |              | 2            |

## Seizoen 1
| Nr. | Titel          | Regisseur            | Schrijver(s)         | Originele uitzenddatum |
| --- | -------------- | -------------------- | -------------------- | ---------------------- |
| 1 | Tape 1, Side A | Tom McCarthy         | Brian Yorkey         | 31 maart 2017          |
| Clay Jensen vindt een doos gevuld met cassettebandjes die anoniem aan zijn voordeur zijn bezorgd. Hij speelt de eerste cassette af in zijn vaders boombox en realiseert zich dat zijn oud-klasgenoot Hannah Baker aan het praten is, voordat hij per ongeluk de boombox laat vallen doordat zijn moeder hem laat schrikken. Op de walkman van zijn vriend Tony, die hij gestolen heeft, luistert Clay naar het eerste bandje waarop Hannah de gebeurtenissen beschrijft die de oorzaak van haar zelfmoord zijn. Ze begint met het verhaal van haar eerste kus, die ze kreeg van Justin Foley, die later het gerucht verspreidde dat leidde tot haar neerwaartse spiraal. Door middel van talrijke korte flashbacks wordt onthuld dat Clay verliefd is geweest op Hannah en met haar heeft samengewerkt in de plaatselijke bioscoop. Onderwerp van het bandje: Justin Foley, voor het verspreiden van een intieme foto van Hannah samen met seksuele geruchten over hun ontmoeting. |                |                      |                      |                        |
| 2 | Tape 1, Side B | Tom McCarthy         | Brian Yorkey         | 31 maart 2017          |
| Op het bandje kijkt Hannah terug op haar vriendschap met twee andere nieuwe studenten: Jessica die vaak verhuist omdat haar vader in de Air Force zit, en Alex. Jessica en Hannah hebben hem ontmoet in een koffiewinkel. Jessica en Alex worden uiteindelijk een stel en zien om die reden Hannah niet meer staan. Als Alex het vervolgens uitmaakt met Jessica geeft Jessica Hannah hier van de schuld. In het heden vindt Hannahs moeder, Olivia, een notitie in haar dochters notitieblok waardoor ze gelooft dat Hannah werd gepest. Bryce Walkers vriendenkring komt bijeen in de wetenschap dat Clay de bandjes heeft en luistert naar Hannahs opnamen. Onderwerp van het bandje: Jessica Davis, voor het foutief geloven dat Hannah verantwoordelijk is voor het verbreken van de relatie met Alex. |                |                      |                      |                        |
| 3 | Tape 2, Side A | Helen Shaver         | Diana Son            | 31 maart 2017          |
| Hannahs relaties worden bedreigd door een 'beste/slechtste lijst' gemaakt door Alex Standall, die hierdoor van Hannah een doelwit voor pesterijen heeft gemaakt. In het heden zoekt de moeder van Hannah, Olivia Baker, het schoolhoofd op om haar bevindingen over de mogelijke pesterijen voor te leggen. Tijdens zijn onderzoek wendt Clay zich tot Alex voor antwoorden, die hem vervolgens waarschuwt voor het vertrouwen van Tony, die Clay later in een schimmige omstandigheid betrapt. Terwijl Justin probeert te herstellen van zijn recente inzinking, forceert Bryce, Clay en Alex in een drink-off in een steegje. Onderwerp van het bandje: Alex Standall, voor het benoemen van Hannahs achterwerk als de beste van de school om Jessica jaloers te maken en zo zelf populairder te worden. |                |                      |                      |                        |
| 4 | Tape 2, Side B | Helen Shaver         | Thomas Higgins       | 31 maart 2017          |
| Hannah hoort in de avond vreemde geluiden aan haar raam. Ze besluit tegen haar vriendin Courtney te vertellen dat ze een stalker heeft. Courtney biedt haar hulp aan om samen de griezel op heterdaad te betrappen. Terwijl ze wachten op de stalker, spelen een alcoholisch spelletje truth or dare dat ertoe leidt dat de twee elkaar gaan kussen op Hannahs bed. De stalker, schoolfotograaf Tyler Down, neemt foto’s van de meisjes en de gebeurtenis en stuurt ze vervolgens de school rond. Dit zorgt ervoor dat de vriendschap tussen Courtney en Hannah wordt beëindigd. In het heden neemt Clay een naaktfoto van Tyler en stuurt die op zijn beurt rond door de school in plaats van het gooien van een steen door het raam van Tyler, zoals Hannah had voorgesteld op haar bandje als revanche. Onderwerp van het bandje: Tyler Down, voor het stalken van Hannah en het verspreiden van de kus tussen Hannah en Courtney door de school. |                |                      |                      |                        |
| 5 | Tape 3, Side A | Kyle Patrick Alvarez | Julia Bicknell       | 31 maart 2017          |
| Courtney is bang dat haar klasgenoten achter haar geaardheid komen en verspreidt het gerucht dat de meisjes op de uitgelekte foto Hannah en de lesbische klasgenote Laura zijn. Courtney voegt ook nog extra roddels toe over Hannah en Justin wat erin resulteert dat Hannahs reputatie nog meer verslechterd. In het heden neemt Clay ondertussen Courtney mee naar het graf van Hannah. Kort daarna vertrekt ze in de veronderstelling dat ze er nog niet klaar voor is de dood van haar klasgenoot onder ogen te komen en haar aandeel er in te beseffen. Tony arriveert met Clays fiets en geeft hem het bandje met het nummer waar hij en Hannah op danste tijdens het Winter Formal. Later dwingen de populaire jongens Clay in een auto en proberen hem te tot zwijgen te brengen over de bandjes door hem af te schrikken en harder te rijden dan is toegestaan. Vervolgens worden ze staande gehouden door een politieagent, maar ze komen met hun vergrijp weg omdat de agent de vader van Alex blijkt te zijn. Onderwerp van het bandje: Courtney Crimsen, voor het laten zakken van haar vriendin om te vermijden dat er werd ontdekt dat ze op de foto stond van de meisjes die aan het kussen waren.                     |                |                      |                      |                        |
| 6 | Tape 3, Side B | Kyle Patrick Alvarez | Nic Sheff            | 31 maart 2017          |
| Hannahs date op Valentijnsdag met Marcus loopt niet zoals gepland doordat ze bestempeld wordt als ‘makkelijk’. In het heden belandt Alex in een gevecht met Montgomery waardoor ze beiden moeten verschijnen voor de leerlingenraad. Onderwerp van het bandje: Marcus Cole, voor het vernederen van Hannah in het openbaar tijdens hun date op Valentijn. |                |                      |                      |                        |
| 7 | Tape 4, Side A | Gregg Araki          | Elizabeth Benjamin   | 31 maart 2017          |
| Nadat Hannah geweigerd heeft met Zach uit te gaan, saboteert hij haar emotioneel tijdens een klassenproject. Uit wraak beschadigt Clay Zachs auto maar later zijn dingen anders dan ze lijken. Clay heeft zowel auditieve als visuele hallucinaties van Hannah gedurende de dag, inclusief het zien van haar lijk op de vloer van het basketbalveld tijdens een wedstrijd en hij hoort haar cassettebandje afgespeeld worden op de schoolintercom. Onderwerp van het bandje: Zach Dempsey, voor het stelen van de "positieve berichten" bedoeld voor Hannah in de communicatie lessen omdat ze hem had afgewezen. |                |                      |                      |                        |
| 8 | Tape 4, Side B | Gregg Araki          | Kirk Moore           | 31 maart 2017          |
| Hannah is geraakt door het gedicht voorgedragen door mede student Ryan Shaver en gooit haar hart op tafel na aanmoediging vanuit zijn kant. Ryan verraadt haar door haar gedicht tegen haar wil in te publiceren in het schoolblad. In het heden vertrouwt Tony zijn verhaal toe aan Clay over de middag van Hannahs dood. Onderwerp van het bandje: Ryan Shaver, voor het stelen van het gedicht dat ze schreef waarin haar persoonlijke problemen stonden en zonder haar toestemming publiceerde in het schoolblad. |                |                      |                      |                        |
| 9 | Tape 5, Side A | Carl Franklin        | Hayley Tyler         | 31 maart 2017          |
| Terwijl Hannah zich verschuilt in de kamer van Jessica tijdens een feestje in de zomer, aanschouwt Hannah de verkrachting van een bewusteloos en gedrogeerde Jessica door Bryce met de toestemming van Justin. In het heden praat Clay met Justin die hem vertelt dat het beter is dat Jessica de waarheid niet kent. Marcus waarschuwt Clay dat het ergste er nog aan zit te komen. Onderwerp van het bandje: Justin Foley, voor het toestaan dat Bryce zijn vriendin Jessica verkracht. |                |                      |                      |                        |
| 10 | Tape 5, Side B | Carl Franklin        | Nathan Louis Jackson | 31 maart 2017          |
| Na het feest krijgt Hannah een lift van Sheri. Ze raken betrokken bij een klein ongeluk en raken een stopbord, maar Sheri weigert de politie te bellen. Terwijl Hannah onderweg is om een telefoon te vinden vindt er een tragisch ongeluk plaats op dezelfde plek, dat zorgt voor de dood van Jeff Atkins, een vriend van Clay. Als Hannah probeert te vertellen over het stopbord duwt Clay haar weg omdat hij denkt dat het weer een van haar drama-momenten is. In het heden wordt Jessica’s gedrag steeds wisselvalliger. Onderwerp van het bandje: Sheri Holland, voor het verlaten van Hannah nadat ze tegen een stopbord was gebotst dat er later voor zorgde dat een student overleed. |                |                      |                      |                        |
| 11 | Tape 6, Side A | Jessica Yu           | Diana Son            | 31 maart 2017          |
| Clay luistert eindelijk naar zijn eigen bandje en wordt overweldigd door schuld omdat hij niet genoeg kon doen om haar zelfmoord te voorkomen. Heden ten dage vindt Justin uit dat Jessica bij Bryce thuis is. Hij confronteert haar daar en bekent dat Bryce haar verkracht heeft tijdens het feest. Olivia Baker vindt een lijst met namen met alle mensen die op de geluidsbandjes staan, ondanks dat ze niet weet wat de lijst betekent. Onderwerp van het bandje: Clay Jensen, voor het alleen laten van Hannah op haar verzoek nadat ze bijna seks hadden. Hannah merkt echter op dat Clay niet op de bandjes hoort te zijn (ze bekent haar bewondering en gevoelens voor hem) maar het was noodzakelijk om hem toe te voegen aan de lijst met redenen omdat hij van betekenis was voor wat er gebeurde en ze wilde dat hij dit ook zou weten. |                |                      |                      |                        |
| 12 | Tape 6, Side B | Jessica Yu           | Elizabeth Benjamin   | 31 maart 2017          |
| Na het per ongeluk verliezen van haar ouderlijke deposito's die naar de bank zouden gaan, struint een gedeprimeerde Hannah op een feestje dat door Bryce wordt gegeven. De nacht eindigt in een tragedie als ze met hem alleen komt te zijn in een bad en hij haar verkracht. In het heden gaat Clay naar Bryce' huis onder het voorwendsel van het kopen van wiet van hem en dan confronteert hij Bryce met de verkrachting en neemt hij zijn bekentenis op. Iedereen die Olivia op de lijst heeft gevonden is gedagvaard voor de rechtszaak tussen de Bakers en de school. De aflevering eindigt met een ambulance die een onbekende tiener behandelt met een schotwond aan het hoofd. Onderwerp van het bandje: Bryce Walker, voor het verkrachten van Hannah in het bubbelbad. |                |                      |                      |                        |
| 13 | Tape 7, Side A | Kyle Patrick Alvarez | Brian Yorkey         | 31 maart 2017          |
| Clay geeft Tony de bekentenisband om te kopiëren. Hannah bezoekt meneer Porter en vertelt hem over haar verkrachting. Hannah neemt het gesprek in het geheim op en hoopt dat Porter haar zal helpen. Wanneer hij dat niet doet, gaat ze naar huis en pleegt zelfmoord door in haar polsen te snijden. Clay confronteert in het heden meneer Porter met de ontmoeting met Hannah op haar laatste dag. Hij overhandigt ook de cassettebandjes, waaronder het extra bandje met Bryce' bekentenis. Clay vertelt Porter dat hij het onderwerp van de laatste band is. De ondervragingen blijven door gaan, met alle genoemde klasgenoten die hun fouten bekennen, behalve Alex die zelfmoord probeert te plegen en in kritieke conditie verkeert. Justin verlaat zijn huis en de stad uit schuld, maar niet voordat hij Bryce over de cassettebandjes heeft verteld. Jessica vertelt haar vader over haar verkrachting. Voor zijn ondervraging verbergt Tyler munitie en geweren in zijn kamer. Op school gaat Clay naar Skye toe, een klasgenoot die hij eerder met littekens op haar polsen heeft gezien. Onderwerp van het bandje: Mr. Porter, voor het niet geloven dat Hannah suïcidaal was en voor het niet bieden van de juiste hulp. |                |                      |                      |                        |

## Seizoen 2
| Nr. | Titel              | Regisseur   | Schrijver(s) | Originele uitzenddatum |
| --- | ------------------ | ----------- | ------------ | ---------------------- |
| 1 | The First Polaroid | Gregg Araki | Brian Yorkey | 18 mei 2018            |
| Vijf maanden na de gebeurtenissen in seizoen 1 wordt Hannahs rechtszaak voorgedragen naar de rechtbank. De eerste student die moet getuigen is Tyler. Hij spreekt de waarheid. Ondertussen zijn Skye en Clay aan het daten, maar Clay begint Hannah voor zich te zien in zijn gedachtes. Porter confronteert Bryce en vertelt dat hij hem in de gaten houdt. Jessica en Alex keren terug naar school. Alex heeft zijn zelfmoordpoging overleefd, maar is een gedeelte van zijn geheugen kwijt – waaronder de inhoud van de bandjes. Tony verbrandt de brief die Hannah aan hem gaf op de dag van haar overlijden. Clay vindt een polaroidfoto in zijn kluisje waarop "Hannah wasn’t the only one" staat. Getuige: Tyler Down. Hij praat over de foto’s die hij van Hannah heeft genomen. |                    |             |              |                        |

| Nr. | Titel             | Regisseur   | Schrijver(s)   | Originele uitzenddatum |
| --- | ----------------- | ----------- | -------------- | ---------------------- |
| 2 | Two Girls Kissing | Gregg Araki | Thomas Higgins | 18 mei 2018            |
| Courtney komt tijdens haar getuigenis in de rechtbank uit de kast en vertelt dat ze gevoelens had voor Hannah. Ondertussen verzamelt een groep demonstranten zich buiten de rechtbank die gerechtigheid voor Hannah eisen. Jessica en Alex ontvangen anonieme dreigementen dat ze tijdens hun getuigenis niets mogen zeggen. Clay en Skye krijgen ruzie over het feit dat Clay nog steeds verliefd is op Hannah. Skye rent weg van Clays huis en wordt kort daarna opgenomen in het ziekenhuis. Tyler raakt bevriend met Cyrus. Getuige: Courtney Crimsen. Ze praat over haar gevoelens voor Hannah. |                   |             |                |                        |

| Nr. | Titel          | Regisseur       | Schrijver(s)     | Originele uitzenddatum |
| --- | -------------- | --------------- | ---------------- | ---------------------- |
| 3 | The Drunk Slut | Karen Moncrieff | Marissa Jo Cerar | 18 mei 2018            |
| Clay wordt tijdens het fietsen met opzet aangereden door een auto. Hij bezoekt Skye in het ziekenhuis, maar zij verbreekt hun relatie. Jessica moet getuigen in de rechtbank. Alex en Clay proberen haar aan te moedigen om te vertellen wat Bryce met haar heeft gedaan. In een klaslokaal vindt Jessica foto’s waarop ze dronken is vastgeplakt aan een schoolbord. Hierdoor durft ze niets over Bryce te vertellen in de rechtbank. Olivia vraagt na haar getuigenis of zij het meisje is op cassettebandje nummer 9, maar Jessica zwijgt en loopt weg. Clay komt erachter dat Justin contact heeft gezocht met Jessica. Hij gaat samen met Tony op zoek naar hem. Ze vinden Justin dakloos in Oakland. Clay heeft geen andere keuze en neemt Justin stiekem op in huis. De ouders van Skye laten haar overplaatsen naar een psychiatrisch ziekenhuis en vertellen Clay geen contact met haar te zoeken. Ondertussen ontmoet Tyler de vriendengroep van Cyrus. Bryce krijgt een oproep om te getuigen in de rechtbank. Getuige: Jessica Davis. Ze praat over de hot-or-notlijst en haar vriendschap met Hannah. |                |                 |                  |                        |

| Nr. | Titel               | Regisseur       | Schrijver(s) | Originele uitzenddatum |
| --- | ------------------- | --------------- | ------------ | ---------------------- |
| 4 | The Second Polaroid | Karen Moncrieff | Hayley Tyler | 18 mei 2018            |
| Marcus liegt in de rechtbank over wat er is gebeurd met Hannah op de avond dat ze uitgingen. Hij laat kort Bryce zijn naam vallen, waardoor Bryce boos wordt. Tyler en Cyrus horen over de leugens van Marcus en besluiten een grap met hem uit te halen. Daarna gaan ze stiekem samen schieten in het bos. Clay komt erachter dat Justin drugsverslaafd is en neemt contact op met Tony die Sheri stuurt. Sheri en Clay helpen Justin met afkicken. Jessica laat de dreigbrief aan Kevin Porter zien die ze kreeg voordat ze ging getuigen. Alex raakt steeds meer gefrustreerd doordat hij zich niets kan herinneren en vraagt Clay meerdere keren om de cassettebandjes. Clay besluit deze naar hem te sturen. Daarnaast vindt Clay een tweede polaroidfoto waarop is te zien dat Bryce met een bewusteloos meisje seks heeft. Achterop de foto staat de tekst "He won’t stop". Getuige: Marcus Cole. Hij liegt over wat er met Hannah is gebeurd op hun date. |                     |                 |              |                        |

| Nr. | Titel             | Regisseur     | Schrijver(s) | Originele uitzenddatum |
| --- | ----------------- | ------------- | ------------ | ---------------------- |
| 5 | The Chalk Machine | Eliza Hittman | Nic Sheff    | 18 mei 2018            |
| Porter confronteert Tyler. Hij verdenkt hem van de foto’s die Jessica in het klaslokaal vond voordat ze ging getuigen, maar Tyler ontkent dit. Ryan getuigt en vertelt over Hannahs gedichten. Hij verklaart dat deze over Justin gingen en dat hij en Hannah nog contact hielden ondanks hun ruzie. Na zijn getuigenis vraagt Olivia aan Ryan of hij kan helpen met het ontcijferen van Hannahs gedichten. Ryan vertrekt zodra Olivia over ontbrekende pagina’s begint, die hij uit het dagboek heeft gescheurd. Clay ontdekt dat de polaroidfoto’s op school zijn genomen en probeert erachter te komen waar. Chloë ontmoet de ouders van Bryce. Zijn moeder ontdekt blauwe plekken op haar lichaam. Jessica gaat voor het eerst naar therapie. Porter vindt een baksteen met een dreigement die door zijn autoruit is gegooid. Hij gaat op zoek naar Justin en komt uit bij zijn moeder. Hij raakt in gevecht met haar vriend, waarna hij wordt gearresteerd. Getuige: Ryan Shaver. Hij vertelt over de gedichten die Hannah heeft geschreven. |                   |               |              |                        |

| Nr. | Titel                            | Regisseur     | Schrijver(s)   | Originele uitzenddatum |
| --- | -------------------------------- | ------------- | -------------- | ---------------------- |
| 6 | The Smile at the End of the Dock | Eliza Hittman | Julia Bicknell | 18 mei 2018            |
| Zach vertelt tijdens zijn getuigenis over zijn geheime romantische relatie met Hannah in de zomer voor haar dood. Bryce haalt een grap uit bij Zach over zijn geheime relatie met Hannah. Zach reageert hier boos op, wat tot een kort gevecht leidt. Justin gaat zonder Clays toestemming terug naar school om met Jessica te praten, maar zij vraagt hem om weg te gaan. Hij gaat alleen terug naar het huis van Clay, maar moet zich daar verbergen als iemand inbreekt. Clays vader komt thuis en ontdekt dat Justin stiekem een tijd in huis heeft gewoond. Clays ouders besluiten dat Justin mag blijven. Getuige: Zach Dempsey. Hij praat over zijn geheime relatie met Hannah in de zomer voor haar dood. |                                  |               |                |                        |

| Nr. | Titel              | Regisseur      | Schrijver(s) | Originele uitzenddatum |
| --- | ------------------ | -------------- | ------------ | ---------------------- |
| 7 | The Third Polaroid | Michael Morris | Brian Yorkey | 18 mei 2018            |
| Clay moet getuigen in de rechtbank. Hij wordt gedwongen om te vertellen dat hij en Hannah op een klein feestje drugs hebben gebruikt en de hele avond samen zijn gebleven. De volgende ochtend heeft Hannah een opmerking gemaakt over dat ze dood wilde, wat Clay heeft genegeerd. Het verjaardagsfeestje van Alex loopt uit de hand na een paar ruzies. Wanneer Clay het feest verlaat, vindt hij een derde polaroidfoto bij zijn auto. Op deze foto staat "The Clubhouse" (het clubhuis). Na het lezen van een aantal opmerkingen online over Hannah en zijn getuigenis besluit Clay om alle bandjes online te zetten. Bryce heeft zonder toestemming seks met Chloë. Getuige: Clay Jensen. Hij praat over zijn vriendschap met Hannah. |                    |                |              |                        |

| Nr. | Titel           | Regisseur      | Schrijver(s)   | Originele uitzenddatum |
| --- | --------------- | -------------- | -------------- | ---------------------- |
| 8 | The Little Girl | Michael Morris | Felischa Marye | 18 mei 2018            |
| Nu de bandjes online staan, ontstaat er ophef op school. Bryce ontdekt dat zijn kluisje is besmeurd en dat de opnamen zijn uitgelekt. Marcus wordt nog steeds gechanteerd en noemt Bryce een verkrachter tijdens een ceremonie. Hij doet dit om zijn eigen hachje te redden. Clay kan eindelijk weer contact met Skye opnemen en spreekt met haar af in het psychiatrisch ziekenhuis. Ze praten bij, maar Skye vertelt dat ze naar een andere staat verhuist voor een frisse start. Justin neemt een overdosis, maar Alex vindt hem op tijd en redt zijn leven. Justin besluit om weer bij zijn moeder in huis te trekken. Getuige: Andy en Olivia Baker. Ze praten over Hannahs leven en over pesten op de school. |                 |                |                |                        |

| Nr. | Titel            | Regisseur   | Schrijver(s) | Originele uitzenddatum |
| --- | ---------------- | ----------- | ------------ | ---------------------- |
| 9 | The Missing Page | Kat Candler | Rohit Kumar  | 18 mei 2018            |
| Tijdens zijn getuigenis verklaart Kevin Porter dat hij sinds Hannahs dood gelooft dat ze is verkracht door Bryce. Hij verontschuldigt zich tegenover Olivia voor de rol die hij heeft gespeeld in de zelfmoord van Hannah. Justin steelt geld van de vriend van zijn moeder. Zij ontdekt dit en confronteert hem. Justin besluit om weg te lopen en raadt zijn moeder aan om hetzelfde te doen. Bryce bedreigt Clay, omdat hij denkt dat Marcus door hem wordt gechanteerd. Later wordt Clay in elkaar geslagen door vier gemaskerde studenten. Cyrus benadert Clay om samen met hem en Tyler het honkbalveld te beschadigen. Clay ziet deze avond studenten een huisje naast het honkbalveld ingaan. Hij realiseert zich dat dit de locatie van het clubhuis moet zijn. Hij neemt contact op met Justin en haalt hem weer terug in huis. Ondertussen neemt Olivia contact op met een meisje genaamd Sarah, en vraagt haar om niet te getuigen. Getuige: Kevin Porter. Hij praat over de dag dat Hannah contact met hem zocht. |                  |             |              |                        |

| Nr. | Titel           | Regisseur   | Schrijver(s) | Originele uitzenddatum |
| --- | --------------- | ----------- | ------------ | ---------------------- |
| 10 | Smile, Bitches! | Kat Candler | Kirk Moore   | 18 mei 2018            |
| Tony moet getuigen in de rechtbank. Hij kiest ervoor om niet de reden te vertellen waarom Hannah de bandjes bij hem achterliet. Hannah heeft hem geholpen om de politie te ontwijken, waardoor hij niet werd gearresteerd. Sarah getuigt ook. Zij zat samen met Hannah op haar vorige school waar ze door Hannah en drie andere meiden werd gepest. Tyler en Mackenzie krijgen ruzie, waardoor Cyrus de vriendschap met Tyler verbreekt. Sheri biedt wiet aan om het clubhuis binnen te komen. Ze komt binnen en onthoudt de code van de deur. Eenmaal binnen wordt er een polaroidfoto van haar gemaakt en ontdekt ze een doos vol met foto’s. Ze geeft de informatie door aan Clay die besluit om samen met Justin tijdens een honkbalwedstrijd naar binnen te gaan. Tijdens deze honkbalwedstrijd krijgen Bryce en Zach ruzie. Zach verlaat boos het honkbalveld en gaat naar het clubhuis waar hij Clay en Justin aantreft. Zach bekent aan Clay dat hij de eerste drie polaroids aan hem heeft gegeven. Hij besluit om de doos vol polaroids aan Justin en Clay mee te geven. Thuis bekijken Clay, Justin en Sheri alle foto’s. Ze vinden een foto waarop is te zien dat Chloë door Bryce wordt verkracht. Clay vindt ook een foto van Hannah. Getuige: Tony Padilla. Hij praat over zijn vriendschap met Hannah. Getuige: Sarah. Een oud-schoolgenoot van Hannah. Zij vertelt dat Hannah haar met drie meiden heeft gepest. |                 |             |              |                        |

| Nr. | Titel           | Regisseur  | Schrijver(s)                      | Originele uitzenddatum |
| --- | --------------- | ---------- | --------------------------------- | ---------------------- |
| 11 | Bryce and Chloë | Jessica Yu | Marissa Jo Cerar & Thomas Higgins | 18 mei 2018            |
| Bryce liegt tijdens zijn getuigenis dat hij en Hannah een seksuele relatie hadden en dat zij hem vals heeft beschuldigd omdat hij het had uitgemaakt. Wanneer Bryce op school terugkeert, confronteert Justin hem waarna een gevecht uitbreekt tussen meerdere mensen. Jessica laat Chloë de foto zien waarop Bryce haar verkracht. Chloë verklaart dat zij degene is die foto’s van Jessica in het klaslokaal had opgehangen voordat ze moest getuigen. Olivia, haar advocaat en Jessica vragen Chloë om tegen Bryce te getuigen. Ze gaat hiermee akkoord. In de rechtbank verandert ze toch van gedachte en verklaart ze dat ze niet is verkracht. De doos met polaroidfoto’s is gestolen uit Clays auto. Alex krijgt een pakketje met een pistool en een dreigbrief. Bryces moeder vraagt aan haar zoon of hij de waarheid heeft gesproken in de rechtbank. Na enig aandringen geeft Bryce toe dat hij Hannah heeft verkracht. Aan de hand van flashbacks is te zien dat Bryce verliefd werd op Hannah, maar zij hem afwees. Clay draait door omdat hij steeds Hannah voor zich ziet en al een tijd met haar verschijning praat. Hij besluit om met een pistool naar het huis van Bryce te gaan en hem te vermoorden. Justin houdt Clay op tijd tegen. Getuige: Bryce Walker. Hij liegt over het verkrachten van Hannah. Getuige: Chloë. Ze praat over het clubhuis en liegt dat ze niet is verkracht door Bryce. |                 |            |                                   |                        |

| Nr. | Titel                | Regisseur  | Schrijver(s)                | Originele uitzenddatum |
| --- | -------------------- | ---------- | --------------------------- | ---------------------- |
| 12 | The Box of Polaroids | Jessica Yu | Hayley Tyler & Brian Yorkey | 18 mei 2018            |
| Justin ontvangt een doodsbedreiging voordat hij gaat getuigen. Toch besluit hij om te vertellen dat Bryce degene is die Jessica heeft verkracht. Montgomery wordt geconfronteerd door Alex, Clay, Justin, Tony, Zach en Scott nadat Alex heeft beseft dat hij verantwoordelijk is voor alle intimidatie gedurende de rechtszaak. Ook geeft Montgomery toe dat hij de polaroids heeft gestolen en verstopt. Alex gaat met hem mee naar die plek, maar Montgomery heeft gelogen. Hij heeft de foto’s niet gestolen en ontsnapt. Jessica wordt gesteund door al haar vrienden om aangifte te doen tegen Bryce bij de politie. De rechtszaak is afgelopen en de jury heeft geoordeeld dat de school niet verantwoordelijk is voor de dood van Hannah. Als iedereen uit de rechtszaal loopt, worden Bryce en Justin gearresteerd door de politie. Bryce voor de verkrachting van Jessica en Justin voor medeplichtigheid. Kevin Porter wordt ontslagen nadat zijn presteren onder de loep is genomen door de schoolcommissie. Tyler wordt onder een speciaal programma gebracht nadat foto’s op sociale media onthuld hebben dat hij eigendommen van de school heeft vernield. Getuige: Justin Foley. Hij praat over zijn relatie met Hannah en verklaart dat Bryce Jessica en Hannah heeft verkracht. |                      |            |                             |                        |

| Nr. | Titel | Regisseur            | Schrijver(s) | Originele uitzenddatum |
| --- | ----- | -------------------- | ------------ | ---------------------- |
| 13 | Bye   | Kyle Patrick Alvarez | Brian Yorkey | 18 mei 2018            |
| De verkrachtingszaak van Jessica gaat naar de rechtbank waarna Bryce voor drie maanden voorwaardelijk wordt veroordeeld. Justin wordt voor zes maanden veroordeeld, maar hij kan eerder vrijkomen als hij bij een van zijn ouders terechtkan. Beide laten niets van zich horen en zijn onvindbaar. Dit leidt ertoe dat hij na zes maanden voorwaardelijk vrij komt. Clays familie besluit om Justin te adopteren en hij wil dit zelf ook. Hannah krijgt eindelijk haar afscheidsbijeenkomst waar Clay een verhaal vertelt. Na de ceremonie komt Clay erachter dat hij op haar lijst van "Reasons Why Not" stond. Deze lijst vond Olivia op de computer van Hannah die ze had geschreven voor haar dood. Tyler keert terug op school waar hij door Montgomery en twee van zijn vrienden wordt mishandeld en verkracht. De volgende avond, op het schoolbal, worden Jessica en Justin weer close en vertelt Chloë aan Jessica dat ze zwanger is van Bryce. Tyler gaat met wapens naar het schoolfeest met de intentie om er een schietpartij te starten. Clay komt net op tijd achter Tylers plan en overtuigt hem het niet te doen. Hij laat Tyler weten dat hij niet alleen is. Tyler geeft het geweer aan Clay. Ondertussen komt Tony aanrijden om Tyler weg te brengen naar een veilige plek. De aflevering eindigt met het dichterbij komen van sirenes en het staan van Clay, Justin en Jessica voor het schoolgebouw. Clay heeft het geweer van Tyler nog in zijn handen. |       |                      |              |                        |

## Seizoen 3
| Nr. | Titel                  | Regisseur      | Schrijver(s) | Originele uitzenddatum |
| --- | ---------------------- | -------------- | ------------ | ---------------------- |
| 1 | Yeah. I'm the New Girl | Michael Morris | Brian Yorkey | 23 augustus 2019       |
| Clay wordt van school naar het politiebureau gebracht en ondervraagd door hulpsheriff Standall over de verdwijning van Bryce Walker. Directeur Bolan berispt Jessica over een rel die plaatsvond tijdens de Homecoming-wedstrijd. Clay vertelt de anderen dat Bryce wordt vermist, waardoor sommigen van hen op scherp staan. In flashbacks is te zien dat Tony en Clay Tyler helpen nadat ze hem hebben gestopt van het uitvoeren van een schietparty op school. Ook ontmoet Clay een nieuwe leerling genaamd Ani, die bij Bryce in huis woont omdat haar moeder in dienst is van zijn familie. |                        |                |              |                        |

| Nr. | Titel                              | Regisseur      | Schrijver(s)    | Originele uitzenddatum |
| --- | ---------------------------------- | -------------- | --------------- | ---------------------- |
| 2 | If You're Breathing, You're a Liar | Michael Morris | Allen MacDonald | 23 augustus 2019       |
| Nadat Clay een konijnenpoot aan Zachs tas ziet zitten die van Chlöe was, confronteren hij en Ani Zach. Jessica vertelt hen over Chlöe's zwangerschap, maar beweert dat Bryce het nooit geweten heeft, wat Chlöe bevestigt. Ze is door Zach ondersteund bij het hebben van een abortus en heeft het daarna uitgemaakt met Bryce. Monty bedreigt Tyler nadat hij door de politie is ondervraagd over Bryce, en wordt later bedreigd door Alex. Ani ontdekt dat Bryce een brief aan Jessica schreef. Nadat hij foto's van zichzelf zonder shirt heeft gemaakt, loopt Tyler langs de rivier en beklimt uiteindelijk een viaduct. Later, bij dat viaduct, trekt de politie een lijk uit de rivier, dat Bryce blijkt te zijn. |                                    |                |                 |                        |

| Nr. | Titel                                             | Regisseur  | Schrijver(s) | Originele uitzenddatum |
| --- | ------------------------------------------------- | ---------- | ------------ | ---------------------- |
| 3 | The Good Person Is Indistinguishable from the Bad | Jessica Yu | Hayley Tyler | 23 augustus 2019       |
| De studenten krijgen het nieuws dat Bryce's lichaam is gevonden. Clay en Ani verdenken Jessica en onderzoeken haar, maar ontdekken dat zij en Justin in het geheim aan het daten zijn. Ook blijkt dat Bryce de afgelopen zomer probeerde om zijn excuses aan Jessica te bieden, maar zij deze niet aanvaardde. Tyler geeft toe aan Clay en Tony dat hij nog steeds een pistool heeft, en ze maken een plan om eraf te komen te doen. Later gaat Tyler door foto's op zijn computer van het lijk van Bryce, dat eruitziet alsof het in het hoofd is geschoten, met het pistool naast hem. |                                                   |            |              |                        |

| Nr. | Titel                | Regisseur  | Schrijver(s)   | Originele uitzenddatum |
| --- | -------------------- | ---------- | -------------- | ---------------------- |
| 4 | Angry, Young and Man | Jessica Yu | Thomas Higgins | 23 augustus 2019       |
| De groep houdt Tyler in de gaten vanwege het pistool dat hij nog heeft. Clay gaat naar het huis van Tyler, waar zijn ouders hem waarderen omdat hij Tylers vriend is. In zijn kamer vindt Clay foto's van Bryce op Tylers computer. Tyler overhandigt het pistool en onthult dat hij degene was die Bryce's lichaam vond, hoewel hij het anoniem meldde. Hij onthult ook dat hij het pistool hield om uiteindelijk zelfmoord te plegen en dat hij van plan was om te sterven bij Spring Fling. Later, wanneer de groep elkaar ontmoet bij Monets, onthult Justin dat Bryce niet is neergeschoten en neemt hij het pistool om het weg te gooien. De politie zoekt naar een moordwapen bij de rivier en vindt Bryce's auto, die steroïden bevat, wat Alex op scherp zet. |                      |            |                |                        |

| Nr. | Titel          | Regisseur      | Schrijver(s)       | Originele uitzenddatum |
| --- | -------------- | -------------- | ------------------ | ---------------------- |
| 5 | Nobody's Clean | Bronwen Hughes | Trevor Marti Smith | 23 augustus 2019       |
| De politie doorzoekt de school naar steroïden en vindt enkele in het bezit van een van de rugbyspelers. Alex gooit wat steroïden weg, die worden opgepakt door Justin. Het blijkt dat Alex steroïden kocht van Bryce, met hem naar een prosituee ging en ook daarbuiten met hem omging. Alex beëindigt hun vriendschap nadat Bryce een kind bedreigt die ze betrapt als ze een huis vernielen. Clay en Ani ontdekken dat Monty een romantische relatie had met een jongen genaamd Winston en dat Bryce en Monty hem chanteerden nadat Monty hem had aangevallen. Ani vindt Tony's Mustang in de garage van Bryce. |                |                |                    |                        |

| Nr. | Titel                                             | Regisseur      | Schrijver(s)   | Originele uitzenddatum |
| --- | ------------------------------------------------- | -------------- | -------------- | ---------------------- |
| 6 | You Can Tell the Heart of a Man by How He Grieves | Bronwen Hughes | Mfoniso Udofia | 23 augustus 2019       |
| Tony wordt ondervraagd over Bryce, maar vertelt de politie niets. Bij de begrafenis van Bryce komt zijn vader opdagen, maar lijkt niet te rouwen, wat zijn moeder walgelijk vindt. Zach houdt een toespraak. De begrafenis wordt onderbroken door een groep tegen seksueel misbruik, die protesteren tegen de rouw van een verkrachter. Clay vraagt Tony en Caleb naar de auto en ze vertellen hem de waarheid; Tony's familie was gedeporteerd en om de deportatie te kunnen bestrijden met een advocaat, verkocht Tony zijn auto aan Bryce. De politie vindt beveiligingsbeelden van Clay die een pistool op Bryce richt voor het oude huis van zijn vader. |                                                   |                |                |                        |

| Nr. | Titel                                           | Regisseur     | Schrijver(s)   | Originele uitzenddatum |
| --- | ----------------------------------------------- | ------------- | -------------- | ---------------------- |
| 7 | There Are a Number of Problems with Clay Jensen | Kevin Dowling | Julia Bicknell | 23 augustus 2019       |
| De politie ondervraagt Clay en Justin over de beveiligingsbeelden. Sheriff Diaz toont Clay ondergoed met Ani's bloed en Bryce's sperma. Clay ontkent te weten dat het ondergoed van Ani is en dat Bryce en Ani een seksuele relatie hadden. Clay's ouders ondervragen Justin over de beelden en beginnen zich af te vragen of Clay iets te maken heeft met Bryce's dood. Alex confronteert Jessica met haar relatie met Justin, en de school komt erachter. Jessica's groep weigert naar haar te luisteren als ze hen probeert te berispen omdat ze protesteerden tegen Bryce's begrafenis. Clay en Ani vechten over haar relatie met Bryce en Clay hallucineert later dat Bryce hem treitert. Clay keert terug naar huis om Ani in zijn kamer te vinden en merkt dat ze bang voor hem is. |                                                 |               |                |                        |

| Nr. | Titel                                                                    | Regisseur     | Schrijver(s)   | Originele uitzenddatum |
| --- | ------------------------------------------------------------------------ | ------------- | -------------- | ---------------------- |
| 8 | In High School, Even on a Good Day, It's Hard to Tell Who's on Your Side | Kevin Dowling | Felischa Marye | 23 augustus 2019       |
| Clay gaat naar mevrouw Walker om te vragen het onderzoek af te blazen, maar ze weigert. Hij vindt een brief dat ze schijnbaar schreef over haar haat voor Bryce. De politie belt Mr. Porter om te helpen met het onderzoek en hij roept Tyler, Zach, Alex, Cyrus, Justin en Jessica erbij, die Clay allemaal verdedigen. Clay laat Ani het briefje zien en Ani onthult dat meneer Porter Bryce aan het begeleiden was. Meneer Porter ontmoet Clay, waar hij onthult dat hij niet denkt dat Clay Bryce heeft vermoord en alleen met studenten sprak waarvan hij dacht dat ze Clay zouden verdedigen. Hij vertelt ook dat Bryce zelf de brief had geschreven die Clay had gevonden. Meneer Porter benoemt dat er iets met Tyler is gebeurd; Clay vraagt het aan Tyler en Tyler onthult zijn aanranding door Monty. Wanneer Clay Monty confronteert, vertelt de jock hem dat Justin misschien nog steeds gebruikt. Thuis doorzoekt Clay de spullen van Justin en vindt oxycodon voorgeschreven aan Bryce. |                                                                          |               |                |                        |

| Nr. | Titel                                | Regisseur       | Schrijver(s) | Originele uitzenddatum |
| --- | ------------------------------------ | --------------- | ------------ | ---------------------- |
| 9 | Always Waiting for the Next Bad News | Aurora Guerrero | M.K. Malone  | 23 augustus 2019       |
| Clay confronteert Justin met de oxycodon. Justin beweert dat hij het uit Bryce's kamer heeft gestolen en eenmalig gebruikte. Flashbacks laten echter zien dat Justin nog steeds verslaafd is en drugs voor zijn ex-stiefvader verkocht om een schuld af te lossen. Clay vertelt Ani Justins alibi, en Ani zegt dat hij de drugs niet uit Bryce's kamer heeft kunnen stelen omdat ze er niet waren toen de politie het controleerde. Clay en Ani confronteren Justin met zijn leugen. Justin laat zien dat Seth hem sms'te toen Bryce stierf, en zegt dat hij gelooft dat Seth misschien Bryce heeft vermoord. De drie onderzoeken Seth's schuilplaats en vinden Bryce's horloge. Als Seth ze betrapt, onthult Seth dat Justin het horloge voor drugs heeft geruild. Thuis geeft Justin toe dat hij het horloge heeft gestolen, niet de pillen, en dat Bryce hem zelf zijn pillen gaf. Hij geeft ook toe dat hij op de avond van Homecoming high werd, maar toen dus niet Bryce vermoord zou kunnen hebben. Clay krijgt later een telefoontje van mevrouw Baker, wat hem van streek maakt. |                                      |                 |              |                        |

| Nr. | Titel                | Regisseur       | Schrijver(s)                                                | Originele uitzenddatum |
| --- | -------------------- | --------------- | ----------------------------------------------------------- | ---------------------- |
| 10 | The World Closing In | Aurora Guerrero | Rohit Kumar, Allen MacDonald, Thomas Higgins & Hayley Tyler | 23 augustus 2019       |
| Mevrouw Baker wordt ondervraagd over de moord op Bryce. Ze was namelijk tijdens Bryce's moord in het dorp om de verkoop van haar huis af te ronden. Toen zij eerder in het dorp was, had Bryce haar benaderd om zijn excuses aan te bieden, maar zij weigerde die te aanvaarden. Ook sprak ze toendertijd af met Jessica en Tony; ze vertelde Tony dat Bryce's vader verantwoordelijk is voor de deportatie van zijn familie. Hierna confronteerde Tony Bryce en liet hem naar Hannah's cassettebandjes luisteren, die Bryce zeer emotioneel maakten. Clay en mevrouw Baker ontmoeten elkaar, waar ze hem vertelt dat ze zich zorgen maakt over hoe een voicemail die ze hem heeft achtergelaten hen schuldig doet lijken. Mevrouw Baker en mevrouw Walker ontmoeten elkaar en praten over de pijn van het overlijden van hun kinderen. De politie arriveert bij Clay and Justin's huis met een huiszoekingsbevel. |                      |                 |                                                             |                        |

| Nr. | Titel                                     | Regisseur     | Schrijver(s) | Originele uitzenddatum |
| --- | ----------------------------------------- | ------------- | ------------ | ---------------------- |
| 11 | There Are a Few Things I Haven't Told You | Kevin Dowling | Helen Shang  | 23 augustus 2019       |
| Flashbacks laten zien dat toen Bryce Tyler vroeg naar zijn poging om de school overhoop te schieten, Tyler hem vertelde dat Monty hem heeft verkracht. Op Homecoming-avond vraagt Bryce Jessica om hem na de wedstrijd op de pier moet ontmoeten, omdat hij haar iets te geven heeft. Daarna, in de kleedkamers, confronteert Bryce Monty over zijn verkrachting van Tyler in het bijzijn van Charlie. Tijdens de rust beginnen Jessica en haar overlevende van seksueel geweld een protest, waarbij ze hun kleren uittrekken en zichzelf beschilderen met rode handafdrukken. Wanneer een van de jocks van Hillcrest Jessica ongepast aanraakt, valt het Liberty High-team het Hillcrest-team aan. Andere studenten voegen zich bij de vechtpartij. In het heden, vertelt directeur Bolan Jessica dat ze zich moet verontschuldigen voor Homecoming, anders verliest ze haar positie als voorzitter van de studentenraad. Clay onthult aan Justin dat hij fanfictie schrijft en heeft onderzocht hoe hij iemand kan vermoorden, waardoor hij er nog schuldiger uitziet. Zijn ouders proberen hem alles te laten vertellen, maar hij wordt nog bozer omdat ze niet geloven dat hij niet in staat is tot moord. Clay vraagt Tony om hem te helpen verdwijnen. |                                           |               |              |                        |

| Nr. | Titel                      | Regisseur     | Schrijver(s)                                      | Originele uitzenddatum |
| --- | -------------------------- | ------------- | ------------------------------------------------- | ---------------------- |
| 12 | And Then the Hurricane Hit | Kevin Dowling | Thomas Higging, Hayley Tyler & Trevor Marti Smith | 23 augustus 2019       |
| Tyler overtuigt Clay om naar een bijeenkomst te komen waar Jessica zich verontschuldigt voor de protesten. Tyler en Justin onthullen publiekelijk dat ze overlevenden zijn van seksueel misbruik. In privé vertelt Justin Jessica over zijn jeugdervaringen. Clay wordt gearresteerd. Tyler doet aangifte van zijn aanranding bij de politie. Monty wordt gearresteerd. Zach geeft zich over aan de politie, in de veronderstelling dat hij Bryce heeft vermoord. Zach had Bryce namelijk aangevallen nadat Bryce tijdens de rugbywedstrijd zijn been brak en hem vervolgens zwaargewond achtergelaten. Plaatsvervangend onthult Standall dat Bryce is verdronken en Zach daarom niet de moordenaar is. Ani vertelt Jessica dat ze met Bryce naar bed is geweest en vraagt haar om ook haar grootste geheim te vertellen. |                            |               |                                                   |                        |

| Nr. | Titel                      | Regisseur         | Schrijver(s) | Originele uitzenddatum |
| --- | -------------------------- | ----------------- | ------------ | ---------------------- |
| 13 | Let the Dead Bury the Dead | John T. Kretchmer | Brian Yorkey | 23 augustus 2019       |
| Ani vertelt de details van de omstandigheden die hebben geleid tot de moord op Bryce aan meneer Standall. Het wordt onthult dat Alex met Jessica mee was gegaan naar Bryce, en Alex hier Bryce in het water duwde nadat hij zich realizeerde dat Bryce iedereen pijn heeft gedaan. Ani vertelt echter dat Monty verantwoordelijk was voor de moord sinds Monty eerder in de Homecoming-wedstrijd had gedreigd Bryce te vermoorden en dat hij geen sterk alibi had. Meneer Standall onthult dat Monty is vermoord in zijn cel, waarop Ani aanmoedigt om de zaak snel te sluiten door de moord te wijten aan een man die al dood is. Deputy Standall leidt snel af dat zijn zoon Alex de moordenaar is, maar vermeldt niets, en verbrandt alle kleren van Alex die hij droeg op de avond van Bryce's dood. Clay en mevrouw Walker komen met elkaar in het reine en Ani begint met Clay te daten. De groep, die heeft ingestemd met het verdoezelen van Alex' betrokkenheid als de moordenaar, speelt Bryce's cassettebandje af waarop hij zijn verkrachtingen bekent maar berouw toont voor hen en zich verontschuldigt. Tyler toont zijn fotografieproject bij Monets, als eerbetoon aan iedereen die hem heeft geholpen sinds zijn verkrachting. Ondertussen confronteert Winston, boos over Monty's dood, Ani over liegen tegen de politie. Elders vindt een visser de afgedankte tas met geweren die Clay en Tony tijdens Spring Fling in de rivier gooiden. |                            |                   |              |                        |

## Seizoen 4
| Nr. | Titel        | Regisseur       | Schrijver(s) | Originele uitzenddatum |
| --- | ------------ | --------------- | ------------ | ---------------------- |
| 1 | Winter Break | Russell Mulcahy | Brian Yorkey | 5 juni 2020            |
| Clay heeft nachtmerries en hallucinaties waarbij Monty betrokken is sinds hij hem vals beschuldigde van de moord op Bryce. De politie ondervraagt Tyler nadat hij zijn tas met wapens heeft gevonden. Tyler vertelt Clay dat hij tegen de politie heeft gelogen over dat de tas van hem is gestolen. Ani is van plan om met haar moeder naar Oakland te verhuizen, buiten medeweten van Clay. De groep geeft Justin een welkomstfeestje als hij thuiskomt van de afkickkliniek. Tyler begint zich vreemd te gedragen na te zijn ondervraagd, wat de rest van de groep zorgen baart. Na het feest probeert Jessica Justin te zoenen, maar hij maakt het uit met haar om zich te concentreren op zijn nuchterheid. Ani's moeder staat haar toe om bij Jessica in te trekken, zodat ze haar laatste jaar op Liberty High kan afmaken. Later verbrandt Jessica het cassettebandje dat Bryce voor haar heeft gemaakt. Winston verhuist naar Liberty, vastbesloten om de dood van Bryce te onderzoeken. Clay begint ruzie op school met een paar rugbyspelers als ze Monty's zus Estela onder druk zetten om een shirt met zijn naam te dragen. Terwijl ze op een dak rondhangen, zoent Alex Zach, maar Zach vertelt hem dat hij op vrouwen valt. |              |                 |              |                        |

| Nr. | Titel        | Regisseur       | Schrijver(s)    | Originele uitzenddatum |
| --- | ------------ | --------------- | --------------- | ---------------------- |
| 2 | College Tour | Russell Mulcahy | Allen MacDonald | 5 juni 2020            |
| Terwijl Clay zijn sollicitaties voor universiteiten invult, begint hij zijn slaap te verliezen en de tijd te vergeten door angst voor Monty. Op school vinden Clay en zijn vrienden graffiti waarop staat dat Monty vals beschuldigd is; Ani denkt dat Winston verantwoordelijk is, terwijl Clay denkt dat het een van hen is. Op school bekent Tyler aan Winston dat Monty hem heeft verkracht. De studenten krijgen een tour bij een universiteit. Zach slaat de tour over en gaat naar een feest, en Clay volgt hem; op het feest wordt Clay door een visioen van Bryce Walker aangemoedigd een bewusteloos meisje te verkrachten, en Clay wordt door haar vriend in haar slaapkamer gezien. Hij en Zach komen in de problemen. Alex begint om te gaan met Winston en begint te beseffen dat hij gevoelens voor hem heeft, en gaat uiteindelijk naar Tony om antwoorden te vinden over zijn seksualiteit. Ani praat met Estela, die zegt dat ze Monty niet probeert te verdedigen, maar zich afvraagt waarom hij Bryce zou vermoorden. Als Clay thuiskomt van een therapiesessie, krijgt hij een paniekaanval als de sheriff met zijn ouders praat over de veiligheidsmaatregelen van de school. In zijn angst schrijft Clay in een sollicitatie dat hij de moord op Bryce heeft verdoezeld. |              |                 |                 |                        |

| Nr. | Titel           | Regisseur     | Schrijver(s) | Originele uitzenddatum |
| --- | --------------- | ------------- | ------------ | ---------------------- |
| 3 | Valentine's Day | Michael Sucsy | Hayley Tyler | 5 juni 2020            |
| Clay's angst neemt toe als hij ziet hoe de school hun beveiliging heeft verhoogd. Clay wordt de hele dag door gebeld door Monty's nummer; wanneer hij antwoordt, kwelt een vervormde stem hem. De telefoontjes leiden Clay af van Ani's hints dat ze met hem naar de aanstaande "Love is Love"-dans wil gaan. Alex wijst Jessica's aanbod om met hem naar het dansfeest te gaan af, en de twee praten over de gevolgen van de moord op Bryce. Alex vraagt Winston gaan samen bowlen en de twee zoenen, terwijl Jessica Charlie mee uit vraagt. Een bezorgde Tony ontdekt dat Tyler diensten heeft gemist op zijn werk en ontdekt dat hij stiekem meneer Standall ontmoet. Justin woont een steungroep bij op aanmoediging van zijn rugbycoach. De beller die Clay kwelt, vertelt hem dat hij Monty's telefoon zal krijgen als hij op het dansfeest verschijnt. Tijdens het dansfeest danst Clay met Ani voordat hij wordt geroepen om naar de kleedkamer te gaan. Eenmaal daar wordt Clay het veld op gejaagd, hallucineert hij Monty die doodbloedt en ziet hij Bryce hem een monster noemen. Als Clay weer bij zinnen komt, realiseert hij zich dat hij het slachtoffer is geworden van een wrede grap door het voetbalteam, geleid door Diego. Diego gaat terug naar de dans waar hij danst en later ook zoent met Jessica, maar de dans wordt gestopt wanneer Clay de sportschool binnenkomt met een mes. |                 |               |              |                        |

| Nr. | Titel               | Regisseur     | Schrijver(s)   | Originele uitzenddatum |
| --- | ------------------- | ------------- | -------------- | ---------------------- |
| 4 | Senior Camping Trip | Michael Sucsy | Thomas Higgins | 5 juni 2020            |
| Door het mesincident en de grap bij de "Love is Love"-dans worden zowel Clay als Diego voor twee weken geschorst. Desondanks mogen ze mee op een seniorenkampeertocht. Clay's vrienden ontvangen een e-mail van Clay's account waarin wordt gedreigd hen te ontmaskeren; Clay ontkent het verzenden van de e-mail en ze concluderen dat zijn account is gehackt. Alex vormt een koppel met Winston, maar komt achter Winston's relatie met Monty. De volgende dag gaan de leerlingen in tweetallen op schattenjacht, geholpen door aanwijzingsbladen. Tijdens de jacht wordt Clay ontvoerd door het rugbyteam, die hem in een gat gooit waar hij een visioen van Monty heeft. Tyler en Alex verlaten de jacht en praten over hoe Winston hen gebruikte om de waarheid over Monty te achterhalen. Alex sluit zich aan bij Zach op een boot op het meer, maar valt overboord en krijgt een visioen van Bryce die hem dieper het water intrekt. Terwijl Jessica wordt gekweld door nachtmerrieachtige visioenen van Bryce, bekent Diego dat hij Clay it het gat heeft gegooid, maar denkt dat er iets anders aan de hand is als Beecher vermist wordt; zijn vermoedens worden bevestigd wanneer Clay uit het gat verdwijnt en Beecher vastgebonden en gekneveld wordt aangetroffen. De studenten bespreken wie er achter de e-mails zit, terwijl Clay met alle schatzakken teruggaat naar het kamp. |                     |               |                |                        |

| Nr. | Titel       | Regisseur     | Schrijver(s)                      | Originele uitzenddatum |
| --- | ----------- | ------------- | --------------------------------- | ---------------------- |
| 5 | House Party | Brenda Strong | M. K. Malone & Franky D. Gonzalez | 5 juni 2020            |
| Clay en Justin krijgen allebei huisarrest van hun ouders als een van hen niet slaagt voor een drugstest. Justin ontmoet zijn coach en praat over zijn angsten om zijn nuchterheid te doorbreken; thuis spreekt hij zijn bezorgdheid uit over Clay's gedrag en angst. Ondanks wat er tussen hen is gebeurd, blijven Jessica en Diego elkaar zien en Jessica's vader nodigt hem uit om bij hen te komen eten. De groep komt bij Monets bij elkaar om te praten over hoe hun ouders hun plannen altijd lijken te kennen. De studenten plannen een feestje achter de rug van hun ouders. Jessica en Estela krijgen van Winston te horen dat het rugbyteam Monty willen herdenken op het feestje. Die nacht sluipt een student Liberty binnen en vernietigt de beveiligingscamera's. Op het feest kijken Charlie en Alex apart van de andere studenten een film. Justin betrapt Clay op het roken van marihuana en ze krijgen ruzie over hun ouders. Tijdens de herdenking van Monty door het rugbyteam vlucht Jessica nadat ze een visioen van hem heeft gezien. Clay gaat om met Zach en raakt betrokken met een meisje genaamd Valerie, aan wie hij zijn maagdelijkheid verliest. Zach praat met Chlöe en ontdekt dat ze een nieuw vriendje heeft. Winston en Diego beginnen samen te werken om de waarheid over Monty's dood te achterhalen. Tony en Justin betrappen Tyler die een pakket aan een wapenhandelaar overhandigt. |             |               |                                   |                        |

| Nr. | Titel    | Regisseur     | Schrijver(s)     | Originele uitzenddatum |
| --- | -------- | ------------- | ---------------- | ---------------------- |
| 6 | Thursday | Brenda Strong | Evangeline Ordaz | 5 juni 2020            |
| Directeur Bolan kondigt Code Red aan, een lock-down voor bij schoolschieters. Alex, Tony en Charlie vragen zich af waar Tyler is en vinden foto's van wapens in zijn rugzak. Estela verstopt zich in de meisjeswc, waar ze Tyler aantreft in een van de wchokjes. Het rugbyteam verbergt zich in de kleedkamer, Clay verstopt zich in een leeg klaslokaal, Jessica verstopt zich in een opslagruimte en Zach en Winston verstoppen zich in een klaslokaal. Clay wordt gekweld door visioenen van Bryce en Monty. Zach en Winston gebruiken drugs en Justin gaat op zoek naar Jessica na een ruzie met Diego. Tony besluit Dean Foundry over de foto's te vertellen, Estela en Tyler praten over Monty en Zach onthult aan Winston dat hij Bryce in elkaar heeft geslagen. Nadat hij geweerschoten heeft gehoord en bang is dat hij zal sterven zonder te helpen, verlaat Clay het lokaal, alleen om van directeur Bolan te horen dat het allemaal een oefening was. Terwijl hij woedend beweert dat de oefening niet nodig was, steelt Clay het pistool van een politieagent, wordt knock-out geslagen en naar een psychiatrisch ziekenhuis gebracht. |          |               |                  |                        |

| Nr. | Titel             | Regisseur   | Schrijver(s)                                     | Originele uitzenddatum |
| --- | ----------------- | ----------- | ------------------------------------------------ | ---------------------- |
| 7 | College Interview | Sunu Gonera | Allen MacDonald, Hayley Tyler & Evangeline Ordaz | 5 juni 2020            |
| Winston overtuigt Estela ervan dat Jessica liegt over de dood van Bryce, en Jessica is bang dat de ander leerlingen denken dat zij degene was die de zware beveiliging op school aan directeur Bolan heeft voorgesteld. Tyler confronteert Tony met het geven van zijn foto's aan Dean Foundry, en Diego vertelt Zach dat Winston hem zijn geheim over Bryce heeft verteld. Clay ontsnapt uit het psychiatrisch ziekenhuis om Ani te ontmoeten, die toegeeft zijn sollicitatie voor de toelating tot de universiteit te hebben herschreven om hem een interview voor Brown University te bezorgen. Tony ontdekt dat de politie de foto's van Tyler onderzoekt en Ani vertelt Jessica dat ze bij Tony gaat wonen. De volgende dag krijgt Justin te horen dat zijn moeder is overleden. Jessica, Alex, Ani, Justin en Clay hebben hun college-interviews en mevrouw Walker vertelt Ani dat ze haar collegegeld wil betalen. 's Nachts slaat Diego Zach in elkaar en Tony en Clay zien dat Tyler een pistool koopt. Ze proberen hem te stoppen, maar de politie arriveert. |                   |             |                                                  |                        |

| Nr. | Titel                | Regisseur   | Schrijver(s)                 | Originele uitzenddatum |
| --- | -------------------- | ----------- | ---------------------------- | ---------------------- |
| 8 | Acceptance/Rejection | Sunu Gonera | Sahar Jahani, Thomas Higgins | 5 juni 2020            |
| Sheriff Diaz onthult Clay en Tony dat Tyler de politie had geholpen als informant om illegale wapenhandelaars te pakken. Jessica wordt afgewezen door drie scholen, waaronder Columbia, terwijl Alex en Justin acceptatiebrieven ontvangen van respectievelijk Berkeley en Occidental College. Clay heeft nog niets van Brown gehoord. Op school onthult Jessica dat ze in eerste instantie directeur Bolan had geholpen, wat Estella er verder van overtuigt dat ze liegt over wat er met Monty is gebeurd. Tony krijgt een beurs aangeboden van de Universiteit van Nevada, die hij aanvankelijk afwijst. Jessica vindt Justin in een steegje waar hij heroïne aan het gebruiken is. Clay ontdekt dat zijn ouders naar bijeenkomsten op school zijn geweest, waar alle ouders de instructie krijgen om hun kinderen via smartphones te volgen. De volgende dag beschuldigt Diego Justin van het doden van Bryce, waardoor een gevecht tussen hen ontstaat, waarna Diego wordt gearresteerd door een racistische politieagent terwijl Justin mag gaan. Dit zorgt ervoor dat de hele school deelneemt aan een staking tegen de politie en overige beveiliging op school, wat resulteert in een vechtpartij tussen studenten en politieagenten, en in Clay die de auto van directeur Bolan vernietigt. Dr. Ellman gelooft dat Clay dissociatie heeft ervaren en Clay vertelt hem dat hij klaar is om al zijn geheimen op te biechten. |                      |             |                              |                        |

| Nr. | Titel | Regisseur     | Schrijver(s) | Originele uitzenddatum |
| --- | ----- | ------------- | ------------ | ---------------------- |
| 9 | Prom  | Tommy Lohmann | Brian Yorkey | 5 juni 2020            |
| Dean Foundry dreigt het schoolgala te annuleren en begint een onderzoek om te achterhalen wie verantwoordelijk was voor het aanzetten tot de staking. De groep besluit hun ouders een deel van de waarheid te vertellen en te vragen het schoolgala door te laten gaan, en om zo het onderzoek te stoppen. Clay bekent aan zijn ouders dat hij de school heeft vernield, de beveiligingscamera's heeft vernietigd en de auto van directeur Bolan in brand heeft gestoken, terwijl Justin bekent dat hij weer drugs gebruikt. Charlie komt uit de kast als biseksueel voor zijn vader en Alex stelt Charlie voor aan zijn familie als zijn vriend. Jessica neemt de verantwoordelijkheid voor de staking. Ani gaat met Jessica naar het gala, Tyler gaat met Estela, Alex met Charlie en Tony gaat met zijn vriendje Caleb. Alex en Charlie worden gekroond tot koningen van het bal, en Jessica verkiest uiteindelijk Justin boven Diego. Winston stelt zich voor dat hij met Monty danst, wat hem een afsluiting geeft. Tijdens het dansen zakt Justin plotseling ineen. |       |               |              |                        |

| Nr. | Titel      | Regisseur    | Schrijver(s) | Originele uitzenddatum |
| --- | ---------- | ------------ | ------------ | ---------------------- |
| 10 | Graduation | Brian Yorkey | Brian Yorkey | 5 juni 2020            |
| Justin wordt gediagnosticeerd met aids door zijn drugsgebruik en prostitutie, wat resulteert in een terminale vorm van longontsteking en meningitis; hij sterft uiteindelijk. Clay krijgt een inzinking en probeert ervoor te zorgen dat een agent hem neerschiet, maar wordt omgepraat door sheriff Diaz. Clay wordt gekozen om de afstudeertoespraak te houden, terwijl Tony door zijn vader en Caleb wordt aangemoedigd om naar de universiteit te gaan. Alex bekent aan Winston de waarheid over de moord op Bryce, maar Winston besluit Alex niet aan te geven omdat hij, hoewel hij van Monty hield, ook van Alex houdt. Diaz vertelt Standall dat Bryce's moordzaak permanent gesloten is, terwijl hij impliceert dat hij de waarheid weet. Na het afstuderen stelt Clay zich voor dat Justin, Hannah en Bryce aanwezig zijn. Clay ontmoet Heidi, een student die naar dezelfde universiteit zal gaan met een vergelijkbare persoonlijkheid en interesses. Daarna begraven de studenten Hannah's cassettebandjes, terwijl Jessica een visioen van Bryce vertelt dat hij, ondanks zijn wreedheid, ze uiteindelijk allemaal samenbracht. Clay vindt Justin's essay waarmee hij was toegelaten tot de universiteit, waarin Justin Clay als zijn broer en een positieve invloed in zijn leven beschrijft. Clay besluit de therapie voort te zetten en gaat met Tony op een roadtrip. |            |              |              |                        |